# Branksome
Branksome – dzielnica miasta Poole, w Anglii, w hrabstwie Dorset, w dystrykcie (unitary authority) Bournemouth, Christchurch and Poole. Leży 3,7 km od miasta Bournemouth, 37,1 km od miasta Dorchester i 155,8 km od Londynu. W 1901 roku civil parish liczyła 8095 mieszkańców.